# Scleropogon (vliegen)
Scleropogon is een vliegengeslacht uit de familie van de roofvliegen (Asilidae).

## Soorten
- S. bradleyi (Bromley, 1937)
- S. cinerascens (Back, 1909)
- S. coyote (Bromley, 1931)
- S. dispar (Bromley, 1937)
- S. duncani (Bromley, 1937)
- S. floridensis (Bromley, 1951)
- S. haigi Wilcox, 1971
- S. helvolus Loew, 1874
- S. huachucanus (Hardy, 1942)
- S. indistinctus (Bromley, 1937)
- S. kelloggi (Wilcox in Bromley, 1937)
- S. lugubris Williston, 1901
- S. neglectus (Bromley, 1931)
- S. oaxacensis (Martin, 1968)
- S. petilus (Martin, 1968)
- S. picticornis Loew, 1866
- S. similis Jones, 1907
- S. subulatus (Wiedemann, 1828)
- S. texanus (Bromley, 1931)